# Brasil en los Juegos Paralímpicos de Seúl 1988
Brasil estuvo representado en los Juegos Paralímpicos de Seúl 1988 por un total de 59 deportistas, 47 hombres y 12 mujeres.

## Medallistas
El equipo paralímpico brasileño obtuvo las siguientes medallas:
| Nombre                  | Deporte   | Evento                      |
| ----------------------- | --------- | --------------------------- |
| Oro                     |           |                             |
| Luís Cláudio Pereira    | Atletismo | Disco 1C masculino          |
| Luís Cláudio Pereira    | Atletismo | Jabalina 1C masculino       |
| Luís Cláudio Pereira    | Atletismo | Peso 1C masculino           |
| Graciana Moreira Alves  | Natación  | 100 m libre 6 femenino      |
| Plata                   |           |                             |
| Ádria Santos            | Atletismo | 100 m B2 femenino           |
| Ádria Santos            | Atletismo | 400 m B2 femenino           |
| Márcia Malsar           | Atletismo | 100 m C6 femenino           |
| Anelise Hermany         | Atletismo | 800 m B2 femenino           |
| César Antônio Goalberto | Atletismo | 400 m B1 masculino          |
| Elmo Ribeiro            | Atletismo | 400 m B2 masculino          |
| Cláudio Nunes Silva     | Atletismo | Jabalina C6 masculino       |
| Luís Cláudio Pereira    | Atletismo | Pentatlón 1C masculino      |
| Maria Jussara           | Natación  | 100 m mariposa 6 femenino   |
| Bronce                  |           |                             |
| Anelise Hermany         | Atletismo | 400 m B2 femenino           |
| Iranilson Oliveira      | Atletismo | 100 m 5-6 masculino         |
| Carlos Roberto Sestrem  | Atletismo | Maratón B1 masculino        |
| Sebastião Neto          | Atletismo | Peso C6 masculino           |
| Graciana Moreira Alves  | Natación  | 100 m braza 6 femenino      |
| Graciana Moreira Alves  | Natación  | 100 m mariposa 6 femenino   |
| Maria Jussara           | Natación  | 100 m libre 6 femenino      |
| Fábio Ricci             | Natación  | 25 m braza 1C masculino     |
| Fábio Ricci             | Natación  | 25 m espalda 1C masculino   |
| Fábio Ricci             | Natación  | 100 m libre 1C masculino    |
| Leandro Ramos Santos    | Natación  | 100 m mariposa L6 masculino |
| Jaime de Oliveira       | Yudo      | –60 kg masculino            |
| Júlio Silva             | Yudo      | –65 kg masculino            |
| Leonel Cunha Filho      | Yudo      | +95 kg masculino            |